# 刺叶桂樱
刺叶桂樱为蔷薇科李属的植物。分布在菲律宾、日本以及中国大陆的安徽、江西、浙江、广东、贵州、广西、江苏、湖南、湖北、四川、福建等地，生长于海拔400米至1,500米的地区，一般生于山谷阴暗阔叶林下、山坡阳处疏密杂木林中及林缘，目前尚未由人工引种栽培。

## 别名
刺叶稠李（拉汉种子植物名称）